# Herb gminy Wohyń
Herb gminy Wohyń – jeden z symboli gminy Wohyń, ustanowiony 23 marca 2005.

## Wygląd i symbolika
Herb przedstawia na tarczy w polu srebrnym czerwonego raka z czterema parami odnóży, a pod nim błękitną linię falistą. Jest to nawiązanie do historycznego herbu Wohynia (pochodzącym z herbu szlacheckiego Warnia) z dodaną wstęgą, nawiązującą do wód gminy.